# Брусничное (исторический район)
Брусни́чное — исторический район в составе Сайменского микрорайона города Выборга. Ранее посёлок в Выборгском районе Ленинградской области.

## Название
Бывшая финская деревня Ханхийоки (фин. Hanhijoki — Гусиная река).  В октябре 1947 года деревню Ханхийоки было решено переименовать в деревню Брусничка, с мотивировкой «по природным условиям». В июле 1948 года форма названия была изменена на Брусничная, а в январе 1949 года Указом Президиума ВС РСФСР было закреплено современное название.

## География
Район располагается примерно в 10 км к северо-западу от центра Выборга, в северной части Сайменского микрорайона, на берегу Новинского залива. В непосредственной близости от Брусничного расположен 1-й шлюз Сайменского канала (также носящий название «Брусничное»), с монументом Дружбы.
В районе расположены следующие улицы: Брусничная, Верхняя Системная, Брусничное шоссе, Брусничный проезд, 1-й — 4-й Лучевые проезды.

## История
до 1939 года деревня Ханхийоки входила в состав Выборгского сельского округа Выборгской губернии Финляндии. После советско-финской войны 1941—1944 годов вошла в состав Выборгского района Ленинградской области. В 1948-1949 дважды переименовывалась. 

## Инфраструктура
Ранее в посёлке Брусничное располагался одноимённый контрольно-пропускной пункт через российско-финляндскую границу. В 2001 году КПП был перенесён на 16 км к северо-западу, на расстояние 3 км от границы, однако его название сохранилось.